# Acranthera megaphylla
Acranthera megaphylla är en måreväxtart som beskrevs av Cornelis Eliza Bertus Bremekamp. Acranthera megaphylla ingår i släktet Acranthera och familjen måreväxter. Inga underarter finns listade i Catalogue of Life.